# ریزبی
ریزبی (به آلمانی: Rieseby) یک شهر در آلمان است که در رندسبورگ-اکرنفورده واقع شده‌است. ریزبی ۲٬۵۷۰ نفر جمعیت دارد.